# Ariel Schulman
 (novembre 2020).
Si vous disposez d'ouvrages ou d'articles de référence ou si vous connaissez des sites web de qualité traitant du thème abordé ici, merci de compléter l'article en donnant les références utiles à sa vérifiabilité et en les liant à la section « Notes et références ».
Ariel Schulman né Marek Ariel Schulman né le 2 octobre 1981 à New York, État de New York est un acteur, réalisateur et producteur américain. Il joue, produit et réalise le documentaire Catfish de 2010 et réalise Paranormal Activity 3, Paranormal Activity 4, Nerve et Project Power avec Henry Joost.

## Carrière
Schulman réalise les films Catfish, Paranormal Activity 3, Paranormal Activity 4 et Nerve aux côtés de Joost. Il est diplômé du programme de cinéma de la Tisch School of the Arts en 2004. Schulman et Joost fondent la société de production Supermarché.
Son jeune frère, Nev Schulman, est l'animateur de Catfish : fausse identité sur MTV. Ils sont d'origine juive allemande, juive russe, juive polonaise et juive roumaine.
En 2017, Schulman et Joost sont embauchés pour écrire et réaliser une adaptation de Mega Man pour 20th Century Fox. En 2019, à la suite de l'acquisition par Disney des actifs de 21st Century Fox, le film ainsi que de nombreux films basés sur des jeux vidéo en développement chez Fox ont été annulés. Cependant, cela s'est révélé faux, Capcom confirmant que le film était toujours en développement. En 2020, il est révélé que Mattson Tomlin a été embauché pour aider à co-écrire le scénario.
En 2018, Schulman co-réalise le film à suspense de super-héros de science-fiction Netflix Project Power aux côtés de Henry Joost à partir d'un scénario de Mattson Tomlin. Le film met en vedette Jamie Foxx, Joseph Gordon-Levitt et Dominique Fishback. Il sort le 14 août 2020.

## Vie privée
Son frère est Nev Schulman, l'animateur de Catfish : fausse identité de MTV et le sujet de son premier documentaire, Catfish.

## Filmographie

### Films
- 2011 : Paranormal Activity 3
- 2012 : Paranormal Activity 4
- 2016 : Nerve
- 2016 : Viral
- 2020 : Project Power

### Documentaires
- 2010 : Catfish
- 2011 : Metropolis II
- 2012 : Une brève histoire de John Baldessari

### Acteur
- 2024 : Queer de Luca Guadagnino : Tom Weston

## Télévision
- 2011 : 3x3
- 2012 : Catfish : fausse identité